# ズヴァールトフィス級潜水艦
ズヴァールトフィス級潜水艦（-きゅうせんすいかん、オランダ語: Onderzeeboot van de Zwaardvis klasse）は、オランダ王立海軍の通常動力型潜水艦である。1966年から1972年までに2隻が建造された。“ズヴァールトフィス”はオランダ語で“メカジキ”の意。

## 概要
ドルファイン級潜水艦の後継としてオランダ王立海軍が建造した。本級は海上自衛隊うずしお型潜水艦と同じく米海軍バーベル級潜水艦を元に涙滴型船体で建造された。1987年にハープーン対艦ミサイルを搭載可能にする等の近代化改装を受ける。後にワルラス級潜水艦と交代し除籍となった。
除籍となったズヴァールトフィスとテーヘルハイは1997年にマレーシア海軍に売却される予定でマレーシアまで運ばれたが、フランスのスコルペヌ型潜水艦の採用を決定。再整備等の為、2005年にオランダに返却された

## 同型艦
- ズヴァールトフィス（S 806）

建造：RDM
起工：1966年7月14日
進水：1970年7月2日
竣工：1972年2月18日
就役：1972年8月18日
除籍：1994年
- テーヘルハイ（S 807）

建造：RDM
起工：1966年7月14日
進水：1971年5月25日
竣工：1972年10月20日
就役：1972年10月29日
除籍：1995年
準同型艦
- 海龍級（台湾海軍）